# Toxorhina (Toxorhina) atripes
Toxorhina (Toxorhina) atripes is een tweevleugelige uit de familie steltmuggen (Limoniidae). De soort komt voor in het Neotropisch gebied.